# Bernard de Jussieu
Bernard de Jussieu (Lyon, 17 augustus 1699 – Parijs, 6 november 1777) was een Frans botanicus.

## Biografie
Bernard, zoon van een apotheker, broer van Antoine (1686-1758), Joseph (1704-1779) en Christophe (1685-1758, de vader van Antoine Laurent de Jussieu) begon zijn studie aan het Jezuïetencollege in Lyon maar na het afronden van de retorica vervolgde hij die vanaf 1714 verder in Parijs. In 1716, 17 jaar oud, onderbrak hij zijn studie omdat hij door zijn broer Antoine werd uitgenodigd mee te gaan om tien maanden lang planten te verzamelen op een natuurhistorische expeditie naar Spanje en Portugal. Na zijn terugkeer studeerde hij geneeskunde aan de Universiteit van Montpellier en haalde daar in 1720 de graad van doctor in de medicijnen. Tijdens een artsenstage in Saint-Chamond, die hem moest voorbereiden op het uitoefenen van de geneeskunde in zijn geboortestad, bleek hij slecht om te kunnen gaan met het lijden van zijn patiënten. Zijn passie voor de botanie was een extra reden het uitoefenen der geneeskunst op te geven.
Op verzoek van de assistent demonstrator van planten aan de Koninklijke Plantentuin, Sébastien Vaillant (1669-1722), wiens gezondheid hem in de steek liet, haalde Antoine zijn broer weer naar Parijs om hem klaar te stomen voor de opvolging van Vaillant. Na het overlijden van die laatste, in 1722, werd Bernard assistent demonstrator (sous-démonstrateur) van planten. Eenmaal benoemd haastte hij zich om ook de graad van doctor in de medicijnen te halen aan de Universiteit van Parijs. Hij hield de post voor de rest van zijn leven. Toen hem bij het overlijden van Antoine diens zetel als hoogleraar werd aangeboden, sloeg hij dat aanbod beleefd af en liet de eer aan Louis Guillaume le Monnier (1717-1799). Hij werkte gedurende ruim vijftig jaar aan het uitbreiden van het herbarium, vaak op zijn eigen kosten. Onder zijn leiding groeide de onder Vaillant begonnen drogisterij van de tuin aanzienlijk en kreeg de naam "Cabinet du Roi".
In verschillende biografieën over hem wordt zijn grote bescheidenheid genoemd. Die zou ertoe hebben geleid dat hij zich tevredenstelde met zijn positie als assistent demonstrator aan de plantentuin en zelfs een aanstelling als "Koninklijk Botanicus" afsloeg na het overlijden van zijn broer. Bernard publiceerde maar heel weinig. In 1725 verzorgde hij een gewijzigde uitgave van Histoire des plantes des environs de Paris van Joseph Pitton de Tournefort, waarvan de eerste editie (1 deel) in feite onaf was. De tweede druk (2 delen) was door Bernard gereviseerd en flink uitgebreid.
In 1742 verkende hij de kusten van Normandië. In het verslag dat hij daarvan uitbracht beschreef hij niet alleen de plantensoorten maar ook de dieren die hij waarnam. Hij was de eerste die onderkende dat een walvis geen vis is maar een zoogdier. In de zoölogie stelde hij enkele nieuwe families voor, zoals de wormen en de kreeftachtigen en hij publiceerde een studie naar zoophyten (in Mémoires de l'Académie des Sciences, 1742), mariene organismen (sponzen en anemonen) waarvan het tot dan toe punt van discussie was of ze bij de planten of de dieren moesten worden ingedeeld. Hij bewees dat het dieren waren.
In 1758 benoemde Lodewijk XV hem tot hoofdinspecteur van de koninklijke tuin van het Trianon en belastte hem met de inrichting ervan. Bernard volgde daarbij niet de classificatie van Linnaeus, die op dat moment de hele wereld veroverde, maar ontwikkelde, samen met Michel Adanson, een nieuw systeem, gebaseerd op de morfologische kenmerken van planten. Aan deze indeling wordt gerefereerd als het "natuurlijke systeem van de oudere Jussieu van 1759", of kortweg het Trianon-systeem. In dit systeem verdeelde hij de bloemplanten eerst in monocotyledones en dicotyledones, dan in families, gebaseerd op hun morfologische kenmerken. Dit systeem werd later door zijn neef Antoine Laurent overgenomen en verfijnd.
In 1725 werd hij, na het verzorgen van de tweede druk van Tourneforts Histoire des plantes, toegelaten als lid van de Académie des Sciences in Parijs, 26 jaar oud. In 1727 werd hij ook lid van de Royal Society in Londen. Verder werd hij lid van niet de minste andere academies, zoals die van Berlijn, Sint-Petersburg, Uppsala en Bologna.

## Werken
Bernard de Jussieu heeft maar weinig eigen werk gepubliceerd. De publicatie waar hij het bekendst mee is geworden is:
- Tournefort, J. Pitton de (1725), Histoire des plantes des environs de Paris, tweede, geheel herziene en uitgebreide druk, verzorgd door Bernard de Jussieu. deel 1, deel 2
- Le catalogue de Trianon (ined.) is nooit het stadium van manuscript ontstegen; hij bleef het tot aan zijn dood veranderen en perfectioneren.

Op pagina 281 en 282 van Bibliotheca botanica deel 2 (1772) geeft Haller een opsomming van de geschriften van Bernard de Jussieu. Hallers werk is in het Latijn dus van de in het Frans geschreven publicaties van Jussieu geeft hij een Latijnse vertaling of omschrijving.

## Eponiemie
Het geslacht Jussiaea, nu in de familie Onagraceae, werd door Linnaeus naar Bernard de Jussieu vernoemd.
- Bibliothèque nationale de France: cb105027860 (data)
- Author citation (botany): B.Juss.
- Gemeinsame Normdatei: 117659924
- International Standard Name Identifier: 0000 0001 1833 3071
- Library of Congress Control Number: n85158837
- Nationale Bibliotheek van Israël: 987007274517105171
- Nederlandse Thesaurus van Auteursnamen: 240588509
- LIBRIS: 351081
- SNAC: w6kk9kjk
- Système universitaire de documentation: 116840277
- Virtual International Authority File: 54450638
- WorldCat: E39PBJgt6hJjmQJWVDxMGxpgKd